# إدوارد نيومير
إدوارد نيومير (بالإنجليزية: Edward Neumeier) (و. 1957  م) هو كاتب سيناريو، ومخرج أفلام أمريكي، ولد في الولايات المتحدة.

## التعليم
تعلم في جامعة كاليفورنيا، لوس أنجلوس، وجامعة كاليفورنيا، سانتا كروز.

## وصلات خارجية
- إدوارد نيومير على موقع IMDb (الإنجليزية)
- إدوارد نيومير على موقع ألو سيني (الفرنسية)
- إدوارد نيومير على موقع ميوزك برينز (الإنجليزية)
- إدوارد نيومير على موقع قاعدة بيانات الأفلام السويدية (السويدية)
- إدوارد نيومير على موقع قاعدة بيانات الفيلم (الإنجليزية)
- إدوارد نيومير على موقع كينوبويسك (الروسية)

- إدوارد نيومير في قاعدة بيانات الأفلام على الإنترنت